# Berlin (Dakota del Norte)
Berlin es una ciudad ubicada en el condado de LaMoure en el estado estadounidense de Dakota del Norte. En el censo de 2010 tenía una población de 34 habitantes y una densidad poblacional de 133,95 personas por km².

## Geografía
Berlin se encuentra ubicada en las coordenadas 46°22′42″N 98°29′19″O / 46.37833, -98.48861. Según la Oficina del Censo de los Estados Unidos, Berlin tiene una superficie total de 0.25 km², de la cual 0.25 km² corresponden a tierra firme y (0%) 0 km² es agua.

## Demografía
Según el censo de 2010, había 34 personas residiendo en Berlín. La densidad de población era de 133,95 hab./km². De los 34 habitantes, Berlin estaba compuesto por el 88.24% blancos, el 0% eran afroamericanos, el 0% eran amerindios, el 11.76% eran asiáticos, el 0% eran isleños del Pacífico, el 0% eran de otras razas y el 0% pertenecían a dos o más razas. Del total de la población el 0% eran hispanos o latinos de cualquier raza.